# Argyrotegium nitidulum
Argyrotegium nitidulum là một loài thực vật có hoa trong họ Cúc. Loài này được (Hook.f.) J.M.Ward & Breitw. mô tả khoa học đầu tiên năm 2003.